# 傑勞爾德縣 (南達科他州)
傑勞爾德縣（英語：Jerauld County）是美國南達科他州中部偏東的一個縣。面積1,380平方公里。根据美國2000年人口普查，共有人口2,295人。縣治韋辛頓斯普林斯 （Wessington Springs）。
成立於1883年3月9日。縣名紀念達科他準州議員H·A·傑勞爾德。